# Pentti Kahma
Pentti Aatos Kahma, né le 3 décembre 1943 à Alavieska, est un athlète finlandais, spécialiste du lancer du disque.

## Biographie
Il a été champion d'Europe à Rome en 1974 et a représenté son pays aux Jeux de Montréal.

### Palmarès
| Date | Compétition           | Lieu     | Résultat | Performance |
| ---- | --------------------- | -------- | -------- | ----------- |
| 1972 | Jeux olympiques       | Munich   | 9e       | 59,66 m     |
| 1974 | Championnats d'Europe | Rome     | 1er      | 63,62 m     |
| 1976 | Jeux olympiques       | Montréal | 6e       | 63,12 m     |

### Records
| Épreuve          | Performance | Lieu    | Date        |
| ---------------- | ----------- | ------- | ----------- |
| Lancer du disque | 66,82 m     | Modesto | 24 mai 1975 |